# Rpm (単位)
rpm（アールピーエム）は、英語の"revolutions per minute"または"rotations per minute"の略で、1分の間での回転数である。日本語では回転毎分と言い、回毎分、回転/分 や r/min などとも表記される。
60 rpm = 60 min−1 = 1 rps = 1 s−1 である。国際単位系 (SI) に含まれる単位は s−1（毎秒）だが、併用単位として min−1（毎分）も使え、計量法では rpm（回毎分）も認められている。
rpm という単位は、主として回転する機器（回転機）において、一周期を一回帰と見なし、1分間に何度同じ回帰を繰り返したかを表す単位として用いられる。例えば、電動機（モーター）やエンジンを搭載した製品や、ハードディスクドライブなどのカタログや取扱説明書の仕様などにおいて、スペックの表示に用いられる。
また、ファクシミリなどの線による描画を行う機器も、1分間に何度線を記す動作をしたかを示し、記録速度として用いられる。これは初期のファクシミリにおいて、現在のようなラインスキャナとプリンターの組み合わせではなく、回転ドラムを用いて原稿の読み取りや印刷を行っていたことの名残である。